# The Snarl
The Snarl è un film muto del 1917 diretto da Raymond B. West con la supervisione di Thomas H. Ince. Sceneggiato da Lambert Hillyer su un soggetto di Leona Hutton, aveva come interpreti Bessie Barriscale, Charles Gunn, Howard C. Hickman, Aggie Herring, J. Barney Sherry.

## Trama
Le gemelle Helen e Marion Dean, fisicamente identiche, sono molto diverse in quanto a carattere. Marion ha una voce bellissima ma la sua carriera di cantante potrebbe essere spezzata quando viene coinvolta in un incidente automobilistico. Il direttore dell'Opera, per sostituire la sua prima donna paralizzata, ha l'idea di far agire in scena Helen mentre Marion canta da dietro le quinte. Allo spettacolo assiste Monte Bruce, un giovane milionario, che si innamora di Helen. La loro relazione li porta al matrimonio: alla loro luna di miele partecipa anche la sorella paralizzata. Bruce, però, resta ferito da un'esplosione che lo rende temporaneamente cieco. Helen, priva di qualsiasi scrupolo, approfitta della cecità del marito per flirtare con Jack Mason, un altro passeggero della nave su cui sono imbarcati. Quando Bruce recupera la vista, trova accanto a sé la cognata al posto della moglie e, allora, si accorge della falsità di Helen. Sulla nave scoppia un incendio: Helen e James periscono nel naufragio, mentre Monte resta insieme a Marion che recupera l'uso delle gambe.

## Produzione
Il film fu prodotto da Thomas H. Ince per la Kay-Bee Pictures e la New York Motion Picture.

## Distribuzione
Distribuito negli Stati Uniti dalla Triangle Distributing, il film uscì nelle sale cinematografiche il 6 maggio 1917. In Francia, prese il titolo Les Soeurs jumelles.
Non si conoscono copie ancora esistenti della pellicola che viene considerata presumibilmente perduta.